# エドウィン・モーゼス
エドウィン・モーゼス（Edwin Corley Moses, 1955年8月31日 - ）は、アメリカの男子陸上競技障害種目選手。オハイオ州デイトン生まれ。1983年ジェームスサリバン賞受賞。

## 経歴
400mハードルモントリオールオリンピック全米最終予選に全くのノーマークで登場した21歳のモーゼスは、オリンピック本番でも金銀候補と言われていた当時のアメリカ400mH界の2枚看板、2年間無敗のジム･ボールディング、1972年ミュンヘンオリンピック銀メダリストのラルフ・マンを破り、48秒30の全米新記録（当時）で優勝、初の海外レースとなったモントリオールオリンピックでは47秒63の世界新記録（当時）を打ち立て、金メダルを獲得した。
その後は無敵の代名詞となり、あらゆる競技会でライバルを寄せ付けず常に10m以上の大差で勝ち続けた。世界に47秒台で走れる選手はモーゼス唯一人で、じりじり差を詰めつつあったハラルト・シュミット（西ドイツ）が47秒台に入ったのは1980年代になってからであった。1台目のハードルから最終10台目まで全てのハードル間を13歩で跳べる脚力と持久力が最大の持ち味であり、そのような走りが出来る選手は現在においても稀である。

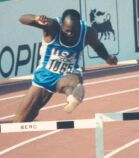
1987年世界陸上競技選手権大会でのモーゼス

ボイコット問題で出場できなかった1980年モスクワオリンピックがあったにも拘らず、続く地元ロサンゼルスオリンピックでもモーゼスは金メダルを獲得した。また、世界陸上競技選手権大会でも1983年ヘルシンキ大会、1987年ローマ大会で優勝した。同種目の決勝レースにおいて107連勝という驚異的な連勝記録を樹立したことでも有名である。オリンピック3度目の優勝を目指した1988年ソウルオリンピックでは、同じアメリカのアンドレ・フィリップスに敗れて金メダルを獲得することができなかったものの、銅メダルを獲得している。
またモーゼスはドーピングに対して反対の立場を明確にとり、ドーピング検査を導入することに尽力し、後のドーピング対策に貢献した。

## エピソード
- モーゼスは実直な性格を買われ、ロサンゼルスオリンピックでは選手宣誓の大役に抜擢されたが、緊張のあまり途中で宣誓が止まる場面があった。まじめなモーゼスらしい一面でもあった。
- 菜食主義者でもある。

## 記録
- 400mH　47秒02　（1983年8月31日、世界歴代5位）

モーゼスは、400mハードルで以下のように世界記録を更新している。
| 記録   | 場所                             | 日付          |
| ------ | -------------------------------- | ------------- |
| 47秒63 | モントリオール（カナダ）         | 1976年7月25日 |
| 47秒45 | ウェストウッド（アメリカ合衆国） | 1977年6月11日 |
| 47秒13 | ミラノ（イタリア）               | 1980年7月3日  |
| 47秒02 | コブレンツ（ドイツ）             | 1983年8月31日 |

## 主な成績
| 年   | 大会                   | 場所                           | 種目         | 結果 | 記録   |
| ---- | ---------------------- | ------------------------------ | ------------ | ---- | ------ |
| 1976 | オリンピック           | モントリオール（カナダ）       | 400mハードル | 1位  | 47秒63 |
| 1977 | IAAF陸上ワールドカップ | デュッセルドルフ（ドイツ）     | 400mハードル | 1位  | 47秒58 |
| 1979 | IAAF陸上ワールドカップ | モントリオール（カナダ）       | 400mハードル | 1位  | 47秒53 |
| 1981 | IAAF陸上ワールドカップ | ローマ（イタリア）             | 400mハードル | 1位  | 47秒37 |
| 1983 | 世界陸上競技選手権大会 | ヘルシンキ（フィンランド）     | 400mハードル | 1位  | 47秒50 |
| 1984 | オリンピック           | ロサンゼルス（アメリカ合衆国） | 400mハードル | 1位  | 47秒75 |
| 1987 | 世界陸上競技選手権大会 | ローマ（イタリア）             | 400mハードル | 1位  | 47秒46 |
| 1988 | オリンピック           | ソウル（大韓民国）             | 400mハードル | 3位  | 47秒56 |